# Claire Johnston
Claire Johnston (1940–1987) va ser una teòrica feminista del cinema. Va escriure alguns assaigs fonamentals sobre la construcció de la ideologia en el cinema mainstream (Hollywood i el cinema d'autor europeu) i sobre l'articulació del cinema feminista com alternativa al cinema hegemònic.
Plantilla:Publicacions
- "Women's Cinema as Counter-Cinema" (1973) a: Claire Johnston (ed.), Notes on Women's Cinema, Londres: Society for Education in Film and Television, reimprès a: Sue Thornham (ed.), Feminist Film Theory. A Reader, Edinburgh University Press 1999, pàg. 31–40
- "Feminist Politics and Film History", Screen 16, 3, pp. 115–125
- (Editora), The work of Dorothy Arzner : Towards a Feminist Cinema, Londres: British Film Institute, 1975